# Артюшенко Таїсія Іванівна
Таїсія Іванівна Артюшенко (14 травня 1946, Радивонівка, Великобагачанський район, Полтавська область, УРСР — 1 травня 2021, м. Хорол) — вчителька української мови та літератури, самодіяльна українська поетеса.

## Життєпис
Народилася 14 травня 1946 року в с. Радивонівка Великобагачанського району Полтавської області в родині вчителів Івана Васильовича та Марії Іванівни Коряк.
У 1964 році з відзнакою закінчила Радивонівську середню школу, в 1968 році — філологічний факультет Полтавського державного педагогічного інституту ім. В. Г. Короленка.
Трудову діяльність розпочала на посаді вчителя української мови та літератури в Шишаківській середній школі Хорольського району.
Деякий час разом із чоловіком-військовослужбовцем Іваном Денисовичем Артюшенком проживала в Німеччині. У 1971 році в молодого подружжя народився син Олег, а в 1973 році — донька Тамара. Після відставки чоловіка сім'я проживає в місті Хорол, де Таїсія Іванівна спочатку працювала в СПТУ-45, а з 1983 року — у Хорольській середній школі № 2 (нині гімназія). Має звання «Відмінник освіти України». З 1997 року — на заслуженому відпочинку.

## Творчість
Творчість Таїсії Іванівни багатогранна. Вона є автором ліричних, патріотичних, гумористичних поезій, а також прозових творів.
Друкувалася в газетах «Вісті Хорольщини» і «Детройтські новини» (США). У 2013 році вийшла перша збірка поетеси «Моєї долі дивоцвіти». Наступна, «Запах степу», побачила світ у 2014 році у видавництві «Дивосвіт». «Яблуневий цвіт» — у 2016 році, «Мамин оберіг» у 2017 році.
Поетичні твори поетеси увійшли до збірки патріотичних поезій митців слова Хорольщини «Ми діти твої, Україно, і доля у нас одна» (2017 рік) та до збірки «Молюсь за тебе, Україно… Поети Полтавщини — Героям Майдану і АТО» (2017 рік).